# Chactas laevipes
Espèce
Synonymes
- Broteas laevipes Karsch, 1879

Chactas laevipes est une espèce de scorpions de la famille des Chactidae.

## Distribution
Cette espèce est endémique du Venezuela. Elle se rencontre dans le District de la capitale, les États d'Aragua et de Miranda.

## Systématique et taxinomie
Cette espèce a été décrite sous le protonyme Broteas laevipes par Karsch en 1879. Elle est placée dans le genre Chactas par Pocock en 1893.

## Publication originale
- Karsch, 1879 : Skorpionologische Beiträge. II. Mittheilungen des Münchener Entomologischen Vereins, vol. 3, no 2, p. 97-136 (texte intégral).